# Пого
Пого (англ. pogo) — слэм, ассоциирующийся с ранним панк-роком и состоящий в подпрыгиваниях на месте, как правило, с выпрямленной спиной, соединёнными ногами и руками, прижатыми к туловищу. Назван в честь прыгательной палки пого стик, на которой можно исполнять подобные движения.
В документальном фильме «The Filth and the Fury» Сид Вишес, бас-гитарист Sex Pistols, утверждал, что именно он придумал танец пого в 1976 году. Эту версию подтверждали многие, в частности, Стив Северин, бас-гитарист Siouxsie & the Banshees, рассказывавший, что сам видел, как это произошло: Сид (тогда ещё не приглашённый в состав) находился далеко от сцены, где выступали Sex Pistols, и, чтобы видеть группу, начал быстро и ритмично подпрыгивать. Одним из популяризаторов сценического варианта пого-дансинга был Джон Кинг из Gang of Four.
Развитием пого стал слем.